# (2971) Mohr
(2971) Mohr (1980 YL) – planetoida z pasa głównego asteroid okrążająca Słońce w ciągu 3,37 lat w średniej odległości 2,25 j.a. Odkryta 30 grudnia 1980 roku.